# Шахрихан
Шахриха́н (узб. Шаҳрихон, Shahrixon) — місто в Узбекистані, центр Шахриханського району Андижанської області.
Населення міста становить 45 200 осіб (перепис 1989).
Місто розташоване на березі Великого Ферганського каналу. Тут закінчується канал Шахрихансай.

## Назва
Топонім назви міста складається з двох компонентів узбецьких слів шахар - місто, хон - хан (правитель), поєднання двох слів в одне виходить "Шахріхон", за російською "Шахріхан" - "Місто хана". Змішування слів у такому вигляді називається контамінація.
Місто отримало свою назву на честь Кокандських ханів. Коли почалося будівництво каналу та поселення при Кокандському хані Умар-хані, яке у зв'язку з цим було названо «Шахріхан», тобто «Місто хана».
Колишні назви: Шааріхан (до 1933), Сталін, Сталіно, Московський (до 1970 року)

## Історія
У 1817 році 7-й правитель Кокандського ханства Умар-хан у районі нинішнього Шахріхану одночасно розпочав будівництво каналу та поселення. Цього ж року він захопив Ура-Тепу (Істаравшан).
Відома узбецько-таджицька поетеса, уродженка Ура-Тепе Дільшоді Барно (1800—1905) у 16-річному віці під час набігу кокандського хана на Істравшан була взята в полон і разом із тисячами однолітків викрадена в Коканд.
У своєму автобіографічному творі «Таріхи Мухожірон» («Історія переселенців») вона свідчить, що після взяття фортеці Ура-Тепе понад 1200 людей було повішено, а ще 13 000 босих, напівголих уратепінців (чоловіків, жінок та дітей) погнали до Кока - На будівництво поселення Шахріхан.
За розпорядженням хана уратепинці 7 років не мали права будувати собі житло і тулилися у безводному степу в наметах. Їх у народі називали жителями «білих будинків».
Декілька красивих дівчат, серед яких була і Дільшоді Барно, а також молодша дочка поета Нола Саййід Гозіхон-тура були відправлені в гарем до хана. Умар-хан на знак поваги призначив тестя Сайїд Гозихон-тури суддею поселення Рошидон (Ріштан).
В 1829 кокандський хан Мухаммед-Алі хан здійснив військовий похід на Кашгар, де мусульманське населення повстало проти Китаю, і завоював місто. Однак із наближенням значних китайських сил Мухаммед-Алі хан залишив Кашгар.
З ним пішли у Фергану понад 70 000 кашгарських мусульман, більша частина яких була поселена в місті Шахріхані та його околицях. Коли кокандсько-китайські відносини налагодилися, лише частина кашгарців повернулася назад.
Таким чином, основною частиною сучасного населення міста Шахріхан є предки стародавніх таджиків із міста Ура-Тепа (Істаравшан) та представники тюркомовного народу уйгурського субетносу (кашгарці з міста в Китаї), змішання яких у майбутньому стало основою виникнення сучасної узбецької мови.

## Радянський час
У 1939 році поряд із селищем Шахріхан почалося будівництво Великого Ферганського каналу, у зв'язку з чим воно перетворилося на селище міського типу і змінювало свою назву (Сталіно, Московське).
Статус міста та нинішня назва були отримані 13 листопада 1970 року. До 2002 року був містом обласного підпорядкування.

## Промисловість
- Бавовочисний завод

- Колишня шовкоткатська фабрика/ВАТ «Шахріхан» (переоснащена на виробництво масляних фільтрів для автомобілів)
- Колишня трикотажна фабрика/ІП "Сенас текстиль" (Південна Корея)

- АТ «Шахріхонсут»

- ТОВ «Раш-Мілк»

- ТОВ "AndChin Lider"

- ТОВ «Al_Rayyan»

## Транспорт
У місті знаходиться залізнична станція Шахріхан, розташована за 32 км на південний захід від Андижана.

## Культура та спорт
- Краєзнавчий музей
- Стадіон

## Відомі особистості
В поселенні народились:
- Ташмухамед Саримсаков – математик, академік, герой соціалістичної праці та лауреат Сталінської премії.

- Назарбеков Озодбек Ахмадович (* 1974) — радянський та узбецький співак.